# Radical 76
El radical 76, representado por el carácter Han 欠, es uno de los 214 radicales del diccionario de Kangxi. En mandarín estándar es llamado　欠部, (qiàn　bù, «radical “deber”»); en japonés es llamado 欠部, けんぶ　(kenbu), y en coreano 흠 (heum). En los textos occidentales es conocido como «radical “deber”, “faltar” o “bostezar”».
El radical 76 aparece siempre en el lado derecho de los caracteres que clasifica (por ejemplo, en el carácter 欽). Los caracteres clasificados bajo el radical «faltar» suelen tener significados relacionados con acciones realizadas con la boca, por ejemplo: 歌, «canción»; 欷, «llorar».

## Nombres populares
- Mandarín estándar: 欠字旁, qiàn zì páng, «carácter “deber” a un lado».
- Coreano: 하품흠부, hapum heum bu «radical heum-bostezo».
- Japonés:　欠伸（あくび）, akubi, «bostezar»; 欠ける（かける）, kakeru, «faltar».
- En occidente: radical «deber», radical «faltar», radical «bostezar».

## Galería
| Estilos antiguos                                 | Estilos antiguos                  | Estilos antiguos                        | Estilos antiguos                   | Estilos antiguos                   | Estilos empleados actualmente       | Estilos empleados actualmente  | Estilos empleados actualmente    | Estilos empleados actualmente   | Estilos empleados actualmente  |
|                                                  |                                   |                                         |                                    |                                    |                                     | 欠                             | 欠                               |                                 |                                |
| 甲骨文 jiǎgǔwén (escritura de huesos oraculares) | 金文 jīnwén (escritura de bronce) | 简帛 jiǎnbó (escritura de bambú y seda) | 篆文 zhuànwén (escritura de sello) | 篆文 zhuànwén (escritura de sello) | 隸書 lìshū (estilo de los escribas) | 楷書 kǎishū (estilo regular)   | 楷書 kǎishū (estilo regular)     | 行書 xǐngshū (estilo corriente) | 草書 cǎoshū (estilo de hierba) |
| 甲骨文 jiǎgǔwén (escritura de huesos oraculares) | 金文 jīnwén (escritura de bronce) | 简帛 jiǎnbó (escritura de bambú y seda) | 大篆 dàzhuàn (sello grande)        | 小篆 xiǎozhuàn (sello pequeño)     | 隸書 lìshū (estilo de los escribas) | 繁體／繁体 fántǐ (tradicional) | 简体／簡體 jiǎntǐ (simplificado) | 行書 xǐngshū (estilo corriente) | 草書 cǎoshū (estilo de hierba) |

## Caracteres con el radical 76

| trazos | carácter                      |
| ------ | ----------------------------- |
| + 0    | 欠                            |
| + 2    | 次 欢                         |
| + 4    | 欣 欤 欥 欦 欧                |
| + 5    | 欨 欪                         |
| + 6    | 欫 欬 欭 欮 欯 欰 欱          |
| + 7    | 欲 欳 欴 欵 欶 欷 欸          |
| + 8    | 欹 欺 欻 欼 欽 款 欿          |
| + 9    | 欩 歀 歁 歂 歃 歄 歅 歆 歇 歈 |
| + 10   | 歊 歋 歌 歍                   |
| + 11   | 歉 歎 歏 歐 歑 歒 歓          |
| + 12   | 歔 歕 歖 歗 歘 歙 歚          |
| + 13   | 歛 歜 歝                      |
| + 14   | 歞 歟                         |
| + 15   | 歠                            |
| + 18   | 歡                            |